# Lernantsk
Lernantsk es una localidad del raión de Spitak, en la provincia de Lorri, Armenia, con una población censada en octubre de 2011 de 1221 habitantes. 
Se encuentra ubicada al suroeste de la provincia, a poca distancia del río Debet —un afluente derecho del río Kurá— y de la frontera con las provincias de Aragatsotn y Shirak.